# Kabelgoot

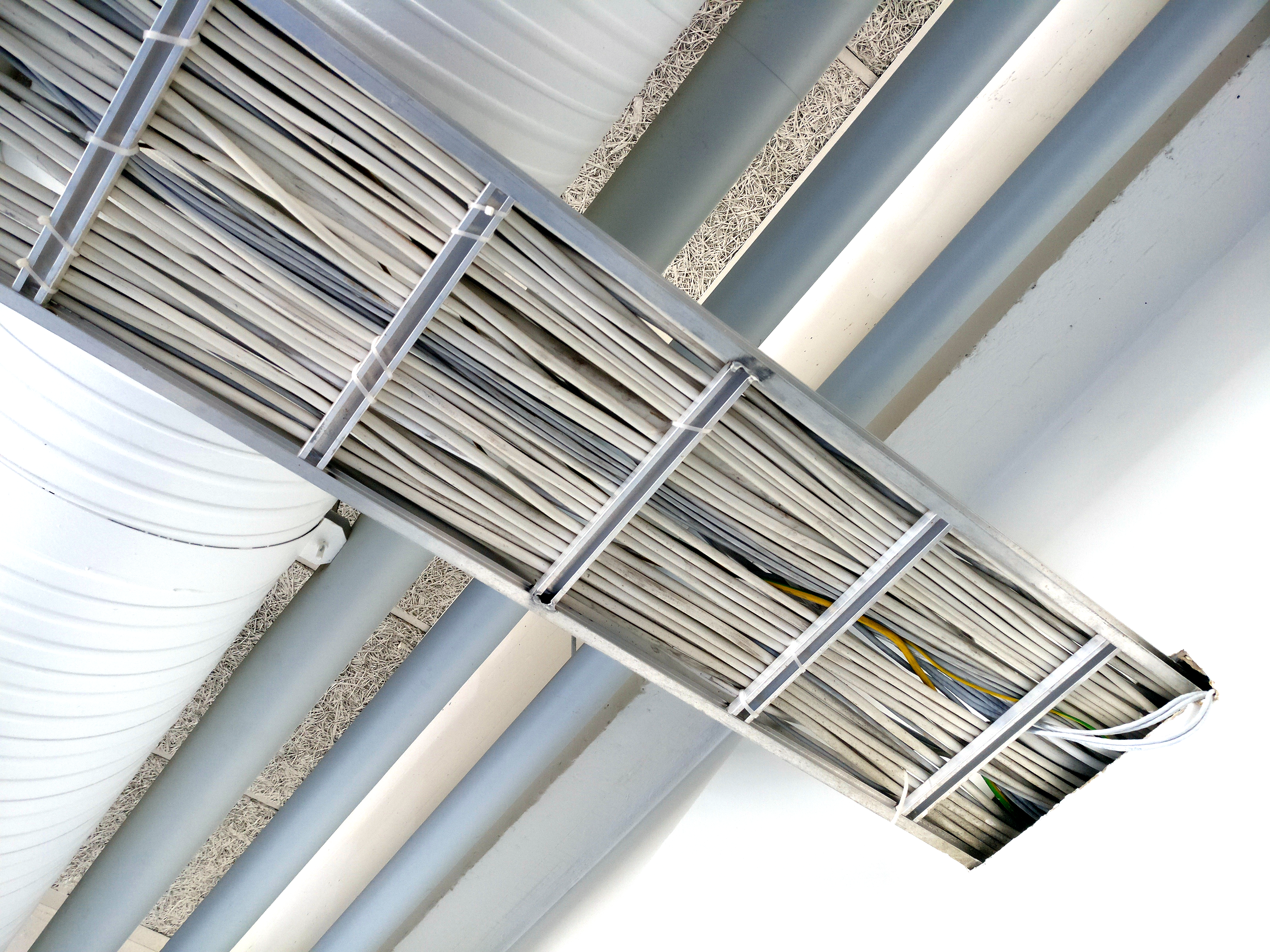
Een kabelgoot voor netwerkkabels.

Een kabelgoot is een draagconstructie voor kabels en elektriciteitsleidingen. Kabelgoten worden voornamelijk gebruikt voor grote hoeveelheden kabels, zoals in grote gebouwen, fabrieken, magazijnen en datacenters. De kabels kunnen dienen voor elektriciteit, netwerk, glasvezel of overige apparatuur.

## Beschrijving
Kabelgoten zijn doorgaans gemaakt van aluminium, roestvrij staal of halogeenvrij polyester.
Een kabelgoot wordt met een draagarm aan het plafond of de muur bevestigd. De goot zelf bevat perforaties of sleuven voor een stevige verbinding met schroeven of bouten op de draagarm. Kabelgoten kunnen worden afgesloten met een deksel of klem. De bekabeling kan met kabelbinders op de goot worden afgemonteerd ten behoeve van kabelmanagement.
De keuze voor een kabelgoot is met name praktisch omdat nieuwe kabels of wijzigingen relatief eenvoudig aangelegd kunnen worden, dan wanneer deze door een pijp, schacht of boven een plafond getrokken moeten worden.

## Brandveiligheid

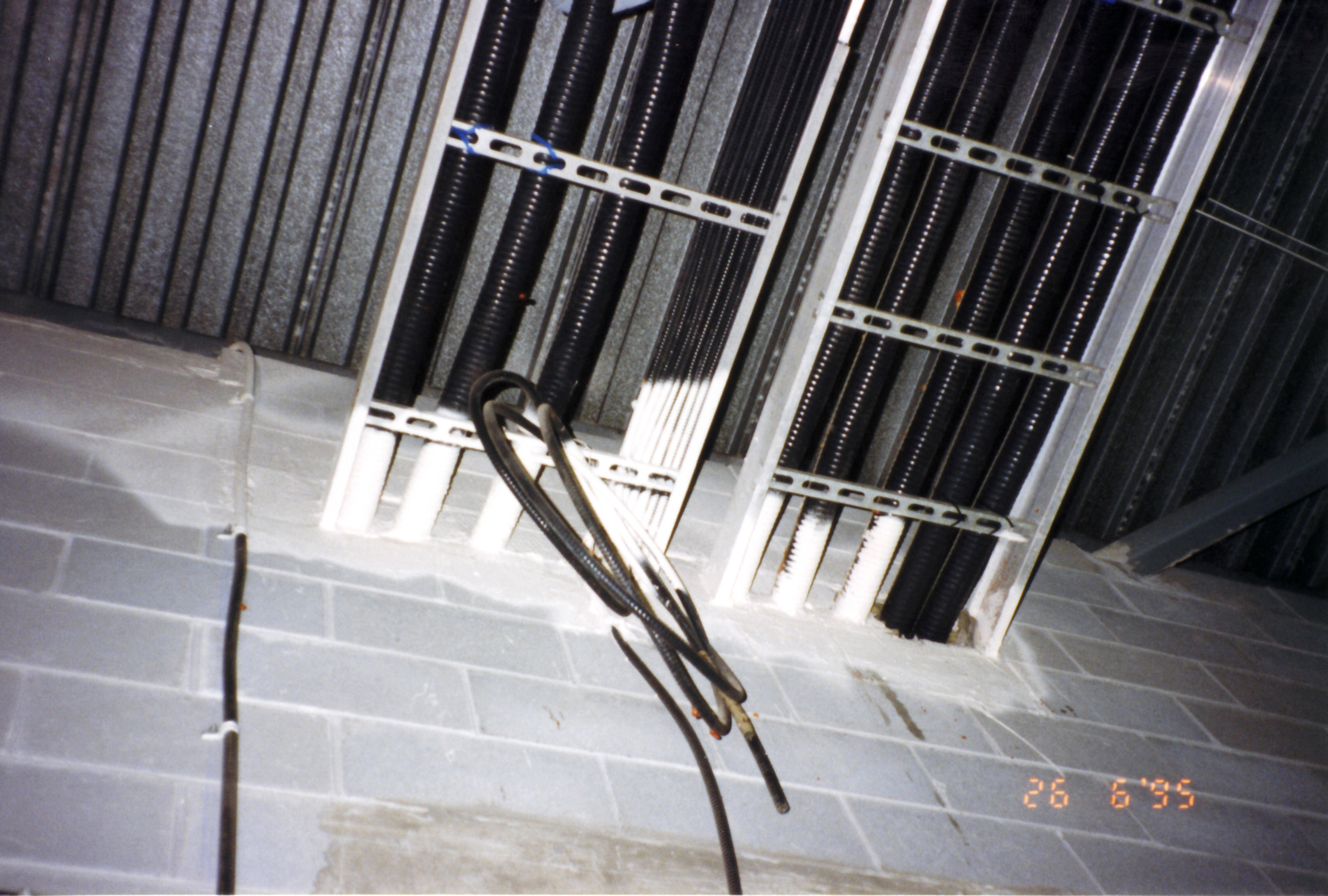
Brandvertragend middel

Bij een doorgang van een kabelgoot door een wettelijk verplichte of vrijwillige brandscheiding is het van belang dat zowel de kabelgoot als de bekabeling wordt uitgevoerd als een brandwerende doorvoering, om te voorkomen dat vuur en rook kan doorslaan naar een naastgelegen ruimte.
Een kabelsysteem in vluchtroutes, noodzakelijke gangen en trappenhuizen is nodig om bij brand de functionaliteit van de aangesloten apparaten zoals brandweerliften en brandmeldinstallatie en ontruimingsalarm in stand te houden. In het bijzonder mag er geen kortsluiting of stroomonderbreking zijn, om een veilige uitgang van het gebouw te garanderen.